# Jaisalmer
Jaisalmer (Hindi: जैसालमेर), cujo apelido é "a cidade dourada", é uma cidade no estado do Rajastão na Índia. Localiza-se no coração do deserto Thar e sua população é de aproximadamente 78.000 habitantes. 

## Geografia
Jaisalmer situa-se próxima a fronteira da Índia com o Paquistão.

## Atrações turísticas

### Forte de Jaisalmer
Construído em 1156, situa-se na monte Trikuta e foi palco de muitas batalhas. O famoso cineasta indiano Satyajit Ray escreveu um romance (que mais tarde transformou no filme Sonar Kella ) tendo este forte como um dos cenários principais.  

## Galeria

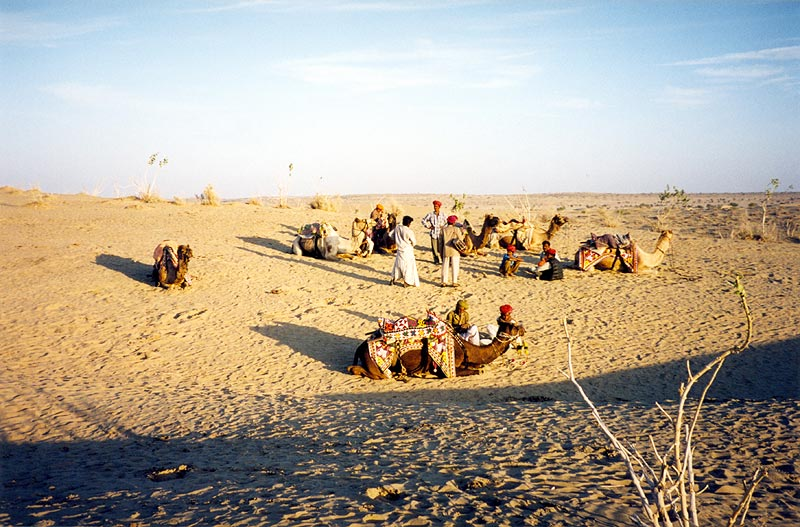
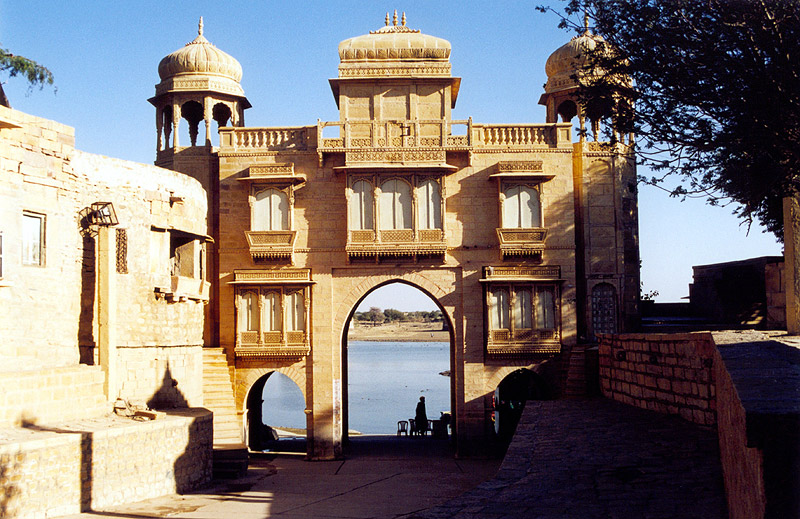
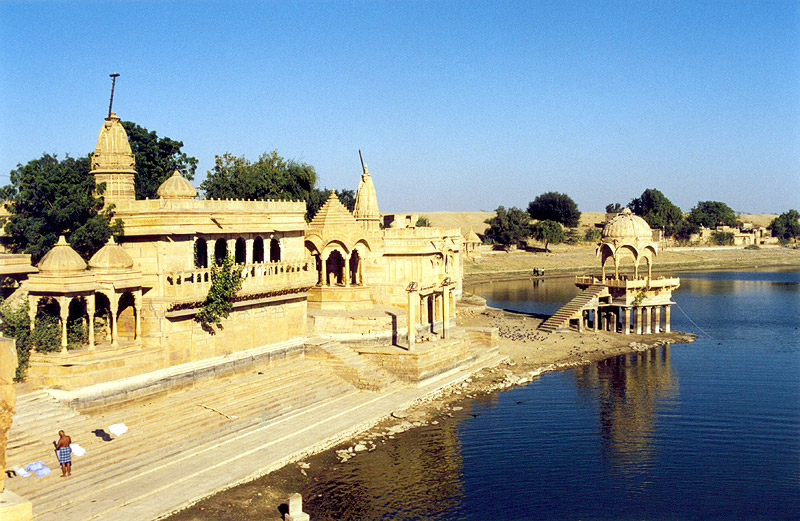
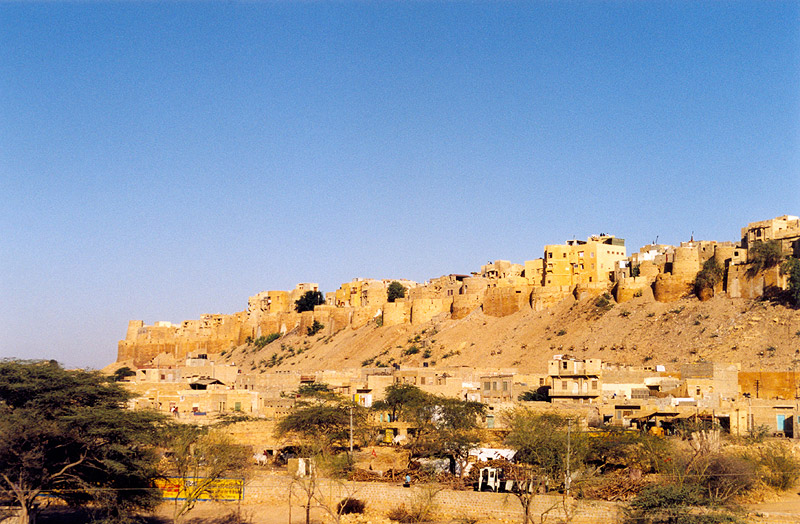
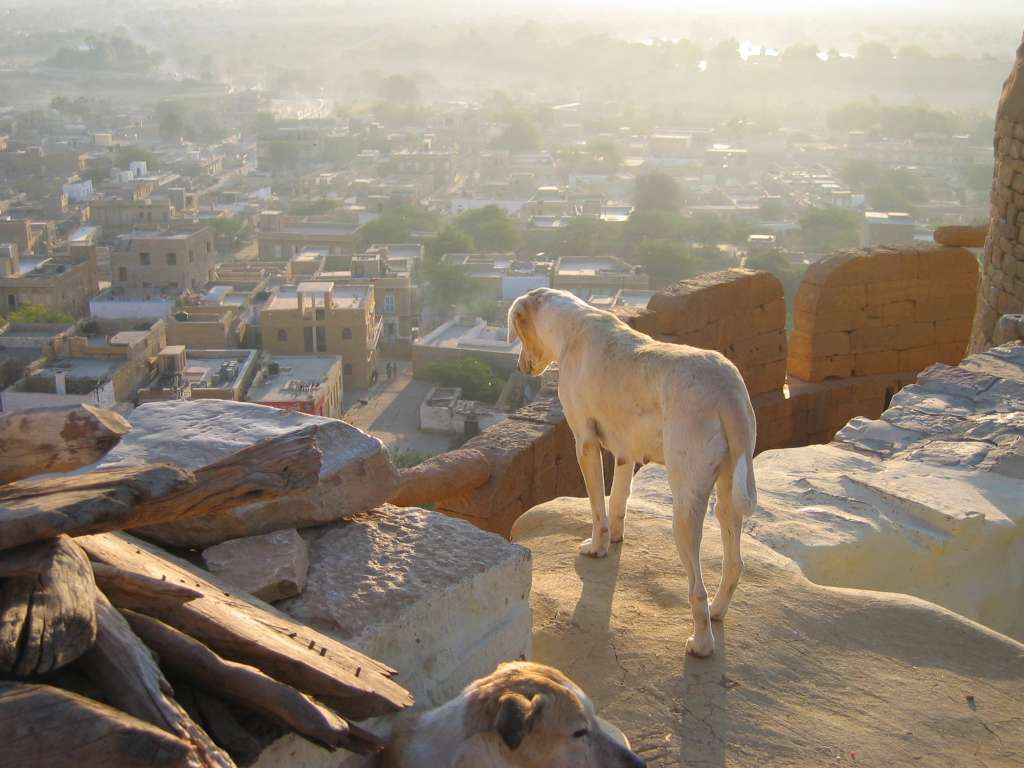
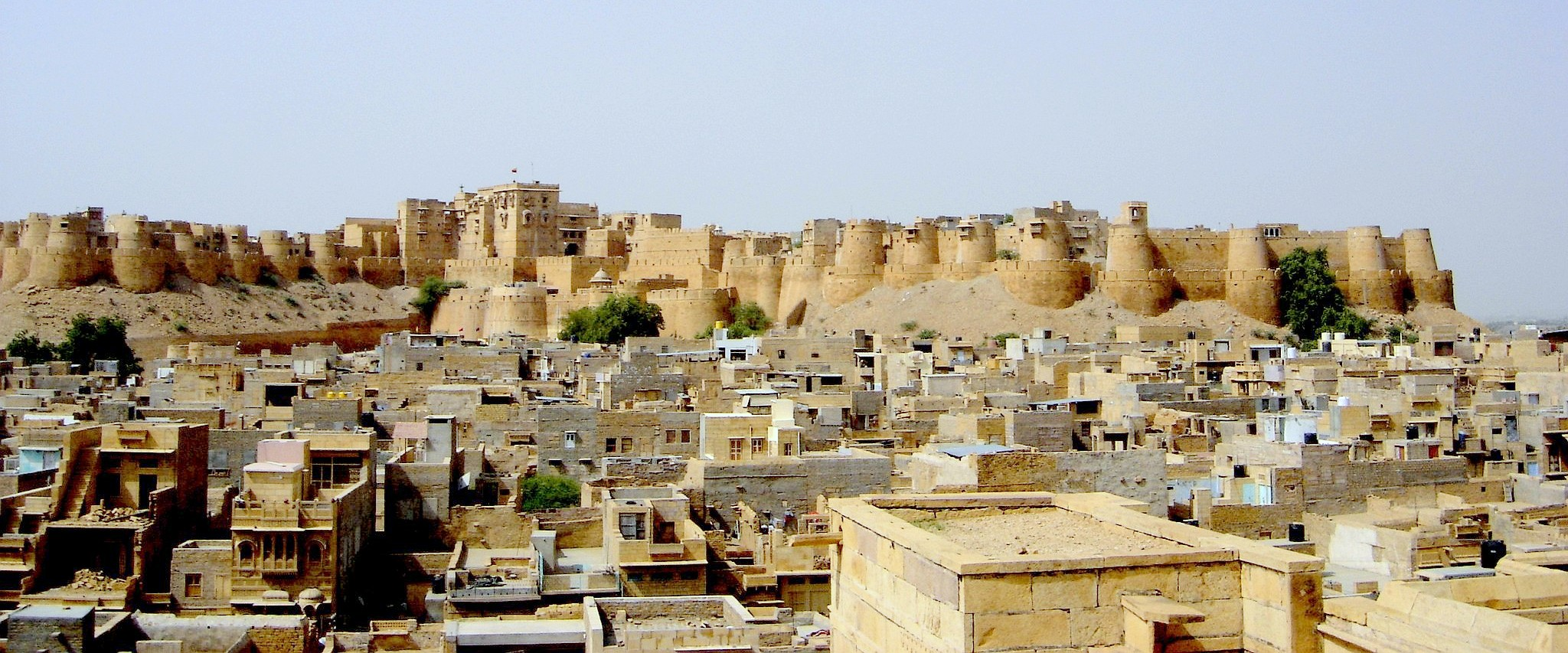
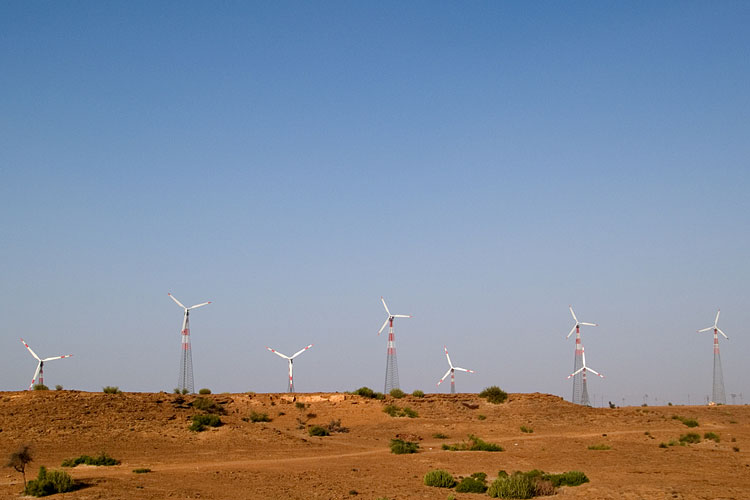